# Uta Georgi

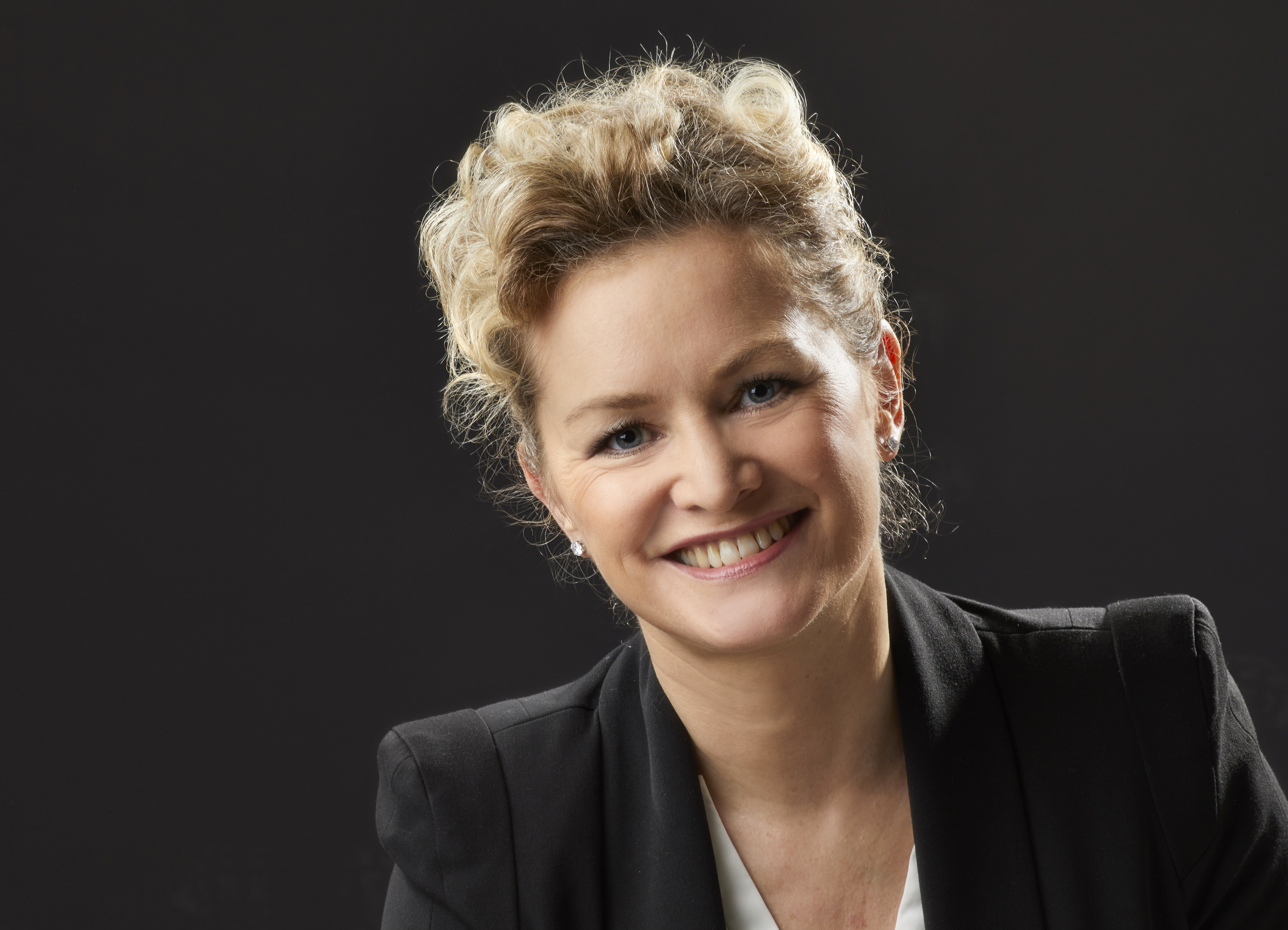
Uta Georgi (2017)

Uta Georgi (* 21. September 1970 in Halle/Saale) ist eine deutsche Journalistin, Fernseh- und Radiomoderatorin.

## Leben
Uta Georgi hat Journalistik und Politikwissenschaft an der Universität Leipzig studiert mit Abschluss Diplom-Journalistin. Ab 1992 arbeitete sie als Moderatorin und Redakteurin für mehrere Radio- und Fernsehredaktionen des MDR.
Von Juli 2000 bis März 2007 war sie als Moderatorin und Redakteurin für den Nachrichtensender n-tv in Berlin und Köln tätig, wo sie die tagesaktuellen Live-Schienen moderierte sowie Sondersendungen. Sie war außerdem das Gesicht des Reisemagazins "Traumreisen" sowie des IT-Magazins „Tiscali-NetNews“. Im April 2007 wechselte sie wieder zum MDR-Fernsehen, wo sie den politischen Talk Fakt ist…! moderierte sowie das Nachrichtenmagazin Sachsenspiegel und Sachsenspiegel-Extra. Neben ihrer Tätigkeit als Moderatorin war Uta Georgi im MDR Fernsehen als Reporterin tätig.
2013 übernahm sie die Position als Unternehmenssprecherin der Komsa. Von dort wechselte sie 2015 als Pressesprecherin in den Bundesverband mittelständische Wirtschaft BVMW und verantwortete hier für den Landesverband Sachsen die Medien- und Öffentlichkeitsarbeit. 2020 kehrte sie zum Mitteldeutschen Rundfunk zurück. Seitdem arbeitet sie hier als Moderatorin, Redakteurin und Reporterin für die Radio- und Fernsehredaktionen von MDR aktuell.
Uta Georgi ist Mutter eines Sohnes.